# Oliarus franciscana
Oliarus franciscana är en insektsart som först beskrevs av Stsl 1859.  Oliarus franciscana ingår i släktet Oliarus och familjen kilstritar. Inga underarter finns listade i Catalogue of Life.